# Keratomalazie
Die Keratomalazie ist eine Erweichung (Malazie) mit Einschmelzung und Trübung der Hornhaut des Auges, die kann zu Verschlechterung des Sehvermögens bis hin zur Erblindung führen.
Die Erstbeschreibung stammt aus dem Jahre 1933 durch L. J. A. Loewenthal.

## Verbreitung
Es wird geschätzt, dass jährlich eine viertel bis halbe Million Kinder eine Keratomalazie entwickeln mit entsprechender Beeinträchtigung des Sehvermögens.

## Ursache
Die Ursache ist meist eine Hypovitaminose, ein Mangel an Vitamin A aufgrund von Mangel- oder Unterernährung. Eine verminderte Resorption kann auch durch eine Maserninfektion oder durch schweren Darmkatarrh hervorgerufen werden.
Der Vitamin-A-Mangel führt zur Atrophie an der Oberfläche von Schleimhäuten und Ersatz des normalen Epithels durch minderwertige Zellen. Zusätzlich wird die Substantia propria gestört bis zur Verflüssigung mit dem Ergebnis der Keratomalazie.
Weniger schwere Formen des Mangels führen zur Xerophthalmie.

## Klinische Erscheinungen
- Frühzeichen sind verschlechtertes Sehen bei Dunkelheit (Nachtblindheit)
- Trockene Augen (Xerophthalmie)
- Im Verlauf unbehandelt chronische Infektion, Ulcusbildung, Einrisse der Kornea mit Narbenbildung.

## Therapie
Die Behandlung besteht in angemessener Gabe von Vitamin A.

## Prognose
Die Mortalität wird mit bis zu 30–60 % angegeben.